# Парламентські вибори у Великій Британії 1874
Парламентські вибори у Великій Британіїпроходили з 31 січня по 17 лютого 1874, ставши першими, на яких застосовувалося таємне голосування, впроваджене у 1872 році. 
Внаслідок виборів опозиційна Консервативна партія Великої Британії за рахунок округів з безальтернативними виборами отримала більшість у парламенті, хоча набрала менше голосів виборців, ніж правляча Ліберальна партія, і сформувала новий уряд під керівництвом Бенджаміна Дізраелі. Завдяки впровадженню таємного голосування великого успіху досягла також ірландські націоналісти з Ліги Гомруля, що сформували значну фракцію, найбільшу серед третіх партій за всю історію Великої Британії. Також у виборах брав участь ірландський Католицький союз, що виставляв своїх кандидатів як незалежних, але не добився успіху. 

## Результати
| Партія               | Лідер              | Відсоток голосів | Відсоток голосів | Місць в парламенті |
| Партія               | Лідер              | Кількість        | %                | Місць в парламенті |
| -------------------- | ------------------ | ---------------- | ---------------- | ------------------ |
| Консервативна партія | Бенджамін Дізраелі | 1 091 708        | 44,3%            | 350                |
| Ліберальна партія    | Вільям Гладстон    | 1 281 159        | 52,0%            | 242                |
| Ліга Гомруля         | Айзек Батт         | 90 234           | 3,7%             | 60                 |
| Незалежні            | -                  | 2 936            | 0,0%             | -                  |
| Всього               | Всього             | 2 466 037        | 100%             | 652                |